# Numero schizofrenico
Viene definito numero schizofrenico un numero irrazionale che presenta un'originale ed anomala disposizione delle sue cifre decimali illustrata nel seguito.
All'interno dei numeri irrazionali i decimali presentano sempre una disposizione caotica ed imprevedibile (come nel caso di π o della radice quadrata di 2), mentre per i numeri razionali (esprimibili come rapporto tra due numeri interi) la parte decimale risulta ripetitiva e periodica.
La particolarità dei numeri schizofrenici è data dal fatto che per alcuni decimali (anche serie molto lunghe) sembrano presentare le caratteristiche tipiche di un razionale, salvo poi, da un certo punto in avanti svelare la propria irrazionalità, inizialmente ben mascherata.

## Esempi
Viene di seguito esemplificato un semplice procedimento per ottenere un numero schizofrenico.
Per ogni numero intero n, sia f(n) l'intero calcolato mediante l'impiego della formula f(n)=10 f(n-1) + n, con il valore iniziale f(0)=0.
Per quanto detto si ottiene: f(1)=1, f(2)=12, f(3)=123 e così via. La radice quadrata di f(n) per numeri dispari sfocia in una curiosa sequenza che appare razionale per la prima parte salvo poi evidenziare progressivamente la parte irrazionale. 
Altri esempi sono facilmente costruibili.